# Laureano Caride Romero
Laureano Caride Romero (Beariz, Galicia, fecha desconocida - Beariz, Galicia, fecha desconocida) fue un político español, alcalde de Beariz.

## Biografía
Fue alcalde de Beariz, además de director de la Caja Provincial de Ahorros de Ourense.
Laureano es principalmente reconocido por varias obras y construcciones que realizó.

| Predecesor: José María Fortes Lamas | Alcalde de Beariz ¿? - 1979 | Sucesor: Manuel Cendón Caíña |